# Петреску, Камил
Камил Петреску (рум. Camil Petrescu; 22 апреля 1894, Бухарест — 14 мая 1957, Бухарест) — румынский писатель, романист, драматург, доктор философии и поэт. Закончил эпоху традиционного романа и в румынской литературе считается основателем современного романа.

## Биография
Родился в семье Камила Петреску и Анны Келер; отец, судя по всему, умер незадолго до рождения будущего писателя. Был воспитан кормилицей из семьи помощника комиссара полиции Тудора Попеску, с окраины Каля Мошилор . После гимназии Петреску продолжал обучение в колледже Святого Саввы  и лицее «Георге Лазар» в Бухаресте. Учился Камил Петреску хорошо, и в 1913 году он зачисляется на факультет Философии и Филологии Бухарестского университета. Он успешно защищается с отличием; комиссия, принимающая экзамен, возглавлялась видным деятелем философии П. П. Негулеску . Затем Петреску становится учителем в тимишоарском лицее. Получает звание доктора философии, написав работы о театре, озаглавленные «Эстетическая модальность театра». Опубликовал исследование в работе «История философии» в соавторстве с Н.Багдасаром, связанное с новой областью в изучении философии (феноменология в работах Гуссерля).
Дебютирует в журнале «Факел» (рум. Facla) в 1914-м со статьей «Женщины и девушки сегодня» под псевдонимом Raul D.
В 1916—1918 годах участвовал в Первой мировой войне как офицер; опыт того времени он опишет более чем через десять лет в своей книге «Последняя ночь любви, первая ночь войны» (1930). В 1916 году Петреску отправляют на фронт, где его ранят. После лечения в военном госпитале Камил Петреску возвращается на линию фронта, но попадает в плен к венграм. Во время немецкой бомбардировки частично теряет слух, глухота преследует Петреску всю дальнейшую жизнь. В 1918 году освобожден из немецкого плена, возвращается в Бухарест.
В 1933 году публикует самый важный свой роман, один из самых важных романовевропейского модернизма — «Прокрустово ложе» (Patul lui Procust). В 1939-м Петреску возглавляет Национальный театр Бухареста, где работает всего десять месяцев, однако в 1947-м становится членом Румынской Академии.
Похоронен на кладбище Беллу.
Его социальный роман «Человек среди людей» остался незаконченным.

## Сочинения

### Романы
- «Последняя ночь любви, первая ночь войны» (Ultima noapte de dragoste, întâia noapte de război (1930))
- «Прокрустово ложе» (Patul lui Procust (1933))
- «Человек среди людей» (Un om între oameni (1953—1957, незаконченный))

### Рассказы
- «Башня из слоновой кости» (Turnul de fildeș (1950))
- «Смерть чайки» (Moartea pescărușului (1950))
- «Перчатки» (Mănușile (1950))
- «Те, кто расплачиваются жизнью» (Cei care plătesc cu viața (1950))

## Кинематограф
По произведениям Петреску было снято несколько фильмов, одним из последних был «Прокрустово ложе» с российским актером Олегом Янковским в 2001-м году.